# Mistrzostwa Azji w Rugby 7 Kobiet 2021
Mistrzostwa Azji w Rugby 7 Kobiet 2021 – dwudzieste pierwsze mistrzostwa Azji w rugby 7 kobiet, oficjalne międzynarodowe zawody rugby 7 o randze mistrzostw kontynentu organizowane przez Asia Rugby mające na celu wyłonienie najlepszej żeńskiej reprezentacji narodowej w tej dyscyplinie sportu w Azji. Zostały rozegrane w formie jednego turnieju, rozegranego wraz z zawodami męskimi, w dniach 19–20 listopada 2021 roku. Zawody służyły także jako kwalifikacja do Pucharu Świata 2022.
W turnieju zwyciężyły reprezentantki Japonii, które w finale pokonały Chiny, a obie te drużyny zakwalifikowały się na Puchar Świata 2022. Najwięcej punktów zdobyła Chinka Chen Keyi, która w klasyfikacji przyłożeń zwyciężyła z siedmioma ex aequo wraz z reprezentantką Kazachstanu Galiną Krassaviną.

## Informacje ogólne
W grudniu 2020 roku ogłoszono ramowy plan mistrzostw kontynentu – podobnie jak w poprzednich sezonach miał składać się z trzech turniejów zaplanowanych do rozegrania w sierpniu i wrześniu w Korei Południowej, Chinach oraz Sri Lance. Na początku sierpnia 2021 roku odwołano południowokoreańskie zawody, zaś pozostałe dwa etapy przeniesiono do Dubaju na drugą połowę listopada, a ostatecznie zorganizowano tylko jeden.
Rozegrane w kompleksie Dubai Sports City zawody były jedynym turniejem sezonu 2021 i wzięło w nich udział osiem reprezentacji. Drużyny rywalizowały w pierwszym dniu systemem kołowym podzielone na dwie czterozespołowe grupy, po czym czwórka najlepszych awansowała do półfinałów, a pozostałe zmierzyły się w walce o Plate. Podział na grupy opublikowano pod koniec października 2021 roku. W fazie grupowej spotkania toczone były bez ewentualnej dogrywki, za zwycięstwo, remis i porażkę przysługiwały odpowiednio cztery, dwa i jeden punkt, brak punktów natomiast za nieprzystąpienie do meczu. Przy ustalaniu rankingu po fazie grupowej w przypadku tej samej liczby punktów lokaty zespołów były ustalane kolejno na podstawie:
- wyniku meczu pomiędzy zainteresowanymi drużynami;
- lepszego bilansu punktów zdobytych i straconych;
- lepszego bilansu przyłożeń zdobytych i straconych;
- większej liczby zdobytych punktów;
- większej liczby zdobytych przyłożeń;
- rzutu monetą.

W przypadku remisu w fazie pucharowej organizowana była dogrywka składająca się z dwóch pięciominutowych części, z uwzględnieniem reguły nagłej śmierci.
Zlikwidowano dotychczasowy ogólnokontynentalny turniej na poziomie Trophy, na jego miejsce zaplanowano trzy regionalne zawody. Jako jedyne rozegrano w Katarze przeniesione z Libanu West Asia 7s, kolejne zawody zostały przeniesione z końca listopada na marzec 2022.

## Faza grupowa

### Grupa A
| 19 listopada 202113:58 | Sri Lanka | 31:0 | Chiny | Dubai Sports City, Dubaj |
| 19 listopada 202113:58 |           | 31:0 |       | Dubai Sports City, Dubaj |

| 19 listopada 202114:20 | Japonia | 27:0 | Chińskie Tajpej | Dubai Sports City, Dubaj |
| 19 listopada 202114:20 |         | 27:0 |                 | Dubai Sports City, Dubaj |

| 19 listopada 202116:54 | Chiny | 15:19 | Chińskie Tajpej | Dubai Sports City, Dubaj |
| 19 listopada 202116:54 |       | 15:19 |                 | Dubai Sports City, Dubaj |

| 19 listopada 202117:16 | Japonia | 21:0 | Sri Lanka | Dubai Sports City, Dubaj |
| 19 listopada 202117:16 |         | 21:0 |           | Dubai Sports City, Dubaj |

| 20 listopada 202111:28 | Japonia | 33:14 | Chiny | Dubai Sports City, Dubaj |
| 20 listopada 202111:28 |         | 33:14 |       | Dubai Sports City, Dubaj |

| 20 listopada 202111:50 | Sri Lanka | 33:12 | Chińskie Tajpej | Dubai Sports City, Dubaj |
| 20 listopada 202111:50 |           | 33:12 |                 | Dubai Sports City, Dubaj |

### Grupa B
| 19 listopada 202114:42 | Korea Południowa | 7:12 | Filipiny | Dubai Sports City, Dubaj |
| 19 listopada 202114:42 |                  | 7:12 |          | Dubai Sports City, Dubaj |

| 19 listopada 202115:04 | Hongkong | 54:0 | Malezja | Dubai Sports City, Dubaj |
| 19 listopada 202115:04 |          | 54:0 |         | Dubai Sports City, Dubaj |

| 19 listopada 202117:38 | Hongkong | 59:0 | Korea Południowa | Dubai Sports City, Dubaj |
| 19 listopada 202117:38 |          | 59:0 |                  | Dubai Sports City, Dubaj |

| 19 listopada 202118:00 | Filipiny | 26:10 | Malezja | Dubai Sports City, Dubaj |
| 19 listopada 202118:00 |          | 26:10 |         | Dubai Sports City, Dubaj |

| 20 listopada 202112:12 | Hongkong | 42:7 | Filipiny | Dubai Sports City, Dubaj |
| 20 listopada 202112:12 |          | 42:7 |          | Dubai Sports City, Dubaj |

| 20 listopada 202112:34 | Korea Południowa | 19:26 | Malezja | Dubai Sports City, Dubaj |
| 20 listopada 202112:34 |                  | 19:26 |         | Dubai Sports City, Dubaj |

## Faza pucharowa

### Cup
|  |            |            |           |                   |    |         |         |       |
|  | Półfinały  | Półfinały  | Półfinały |                   |    | Finał   | Finał   | Finał |
|  | Półfinały  | Półfinały  | Półfinały |                   |    | Finał   | Finał   | Finał |
|  |            |            |           |                   |    |         |         |       |
|  |            |            |           |                   |    |         |         |       |
|  | Japonia    | Japonia    | 29        |                   |    |         |         |       |
|  | Japonia    | Japonia    | 29        |                   |    |         |         |       |
|  | Hongkong   | Hongkong   | 0         |                   |    |         |         |       |
|  | Hongkong   | Hongkong   | 0         |                   |    | Japonia | Japonia | 14    |
|  |            |            |           |                   |    | Japonia | Japonia | 14    |
|  |            |            | Chiny     | Chiny             | 12 |         |         |       |
|  | Kazachstan | Kazachstan | Chiny     | Chiny             | 12 | 19      |         |       |
|  | Kazachstan | Kazachstan |           |                   |    |         |         |       |
|  | Chiny      | Chiny      | 24        |                   |    |         |         |       |
|  | Chiny      | Chiny      | 24        | Mecz o 3. miejsce |    |         |         |       |
|  |            |            |           |                   |    |         |         |       |
|  |            |            |           |                   |    |         |         |       |
|  |            |            |           |                   |    |         |         |       |
|  | Hongkong   | Hongkong   | 12        |                   |    |         |         |       |
|  | Hongkong   | Hongkong   | 12        |                   |    |         |         |       |
|  | Kazachstan | Kazachstan | 10        |                   |    |         |         |       |
|  | Kazachstan | Kazachstan | 10        |                   |    |         |         |       |

| 20 listopada 202115:44 | Japonia | 29:0 | Hongkong | Dubai Sports City, Dubaj |
| 20 listopada 202115:44 |         | 29:0 |          | Dubai Sports City, Dubaj |

| 20 listopada 202116:06 | Kazachstan | 19:24 | Chiny | Dubai Sports City, Dubaj |
| 20 listopada 202116:06 |            | 19:24 |       | Dubai Sports City, Dubaj |

| 20 listopada 202120:26 | Japonia | 14:12 | Chiny | Dubai Sports City, Dubaj |
| 20 listopada 202120:26 |         | 14:12 |       | Dubai Sports City, Dubaj |

| 20 listopada 202119:42 | Hongkong | 12:10 | Kazachstan | Dubai Sports City, Dubaj |
| 20 listopada 202119:42 |          | 12:10 |            | Dubai Sports City, Dubaj |

### Plate
|  |           |           |           |                   |   |           |           |       |
|  | Półfinały | Półfinały | Półfinały |                   |   | Finał     | Finał     | Finał |
|  | Półfinały | Półfinały | Półfinały |                   |   | Finał     | Finał     | Finał |
|  |           |           |           |                   |   |           |           |       |
|  |           |           |           |                   |   |           |           |       |
|  | Tajlandia | Tajlandia | 22        |                   |   |           |           |       |
|  | Tajlandia | Tajlandia | 22        |                   |   |           |           |       |
|  | Malezja   | Malezja   | 0         |                   |   |           |           |       |
|  | Malezja   | Malezja   | 0         |                   |   | Tajlandia | Tajlandia | 45    |
|  |           |           |           |                   |   | Tajlandia | Tajlandia | 45    |
|  |           |           | Sri Lanka | Sri Lanka         | 0 |           |           |       |
|  | Filipiny  | Filipiny  | Sri Lanka | Sri Lanka         | 0 | 15        |           |       |
|  | Filipiny  | Filipiny  |           |                   |   |           |           |       |
|  | Sri Lanka | Sri Lanka | 19        |                   |   |           |           |       |
|  | Sri Lanka | Sri Lanka | 19        | Mecz o 3. miejsce |   |           |           |       |
|  |           |           |           |                   |   |           |           |       |
|  |           |           |           |                   |   |           |           |       |
|  |           |           |           |                   |   |           |           |       |
|  | Malezja   | Malezja   | 12        |                   |   |           |           |       |
|  | Malezja   | Malezja   | 12        |                   |   |           |           |       |
|  | Filipiny  | Filipiny  | 5         |                   |   |           |           |       |
|  | Filipiny  | Filipiny  | 5         |                   |   |           |           |       |

| 20 listopada 202115:00 | Tajlandia | 22:0 | Malezja | Dubai Sports City, Dubaj |
| 20 listopada 202115:00 |           | 22:0 |         | Dubai Sports City, Dubaj |

| 20 listopada 202115:22 | Filipiny | 15:19 | Sri Lanka | Dubai Sports City, Dubaj |
| 20 listopada 202115:22 |          | 15:19 |           | Dubai Sports City, Dubaj |

| 20 listopada 202118:22 | Tajlandia | 45:0 | Sri Lanka | Dubai Sports City, Dubaj |
| 20 listopada 202118:22 |           | 45:0 |           | Dubai Sports City, Dubaj |

| 20 listopada 202118:00 | Malezja | 12:5 | Filipiny | Dubai Sports City, Dubaj |
| 20 listopada 202118:00 |         | 12:5 |          | Dubai Sports City, Dubaj |

## Klasyfikacja końcowa
| Miejsce | Reprezentacja | Uwagi             |
| ------- | ------------- | ----------------- |
| 1       | Japonia       | awans na: PŚ 2022 |
| 2       | Chiny         | awans na: PŚ 2022 |
| 3       | Hongkong      |                   |
| 4       | Kazachstan    |                   |
| 5       | Tajlandia     |                   |
| 6       | Sri Lanka     |                   |
| 7       | Malezja       |                   |
| 8       | Filipiny      |                   |